# Amfreville-sous-les-Monts
Amfreville-sous-les-Monts är en kommun i departementet Eure i regionen Normandie i norra Frankrike. Kommunen ligger i kantonen Fleury-sur-Andelle som tillhör arrondissementet Les Andelys. År 2022 hade Amfreville-sous-les-Monts 517 invånare.

## Befolkningsutveckling
Antalet invånare i kommunen Amfreville-sous-les-Monts
Referens:INSEE